# Tápiószőlős
Tápiószőlős est un village et une commune du comitat de Pest en Hongrie.